# Сукоб између Киргистана и Таџикистана 2022.
Спорадични сукоби настављени су између Киргистана и Таџикистана 27. јануара 2022, након серије сукоба између две земље у пролеће и лето 2021. Дана 14. септембра 2022. сукоб је ескалирао јер су и Киргистан и Таџикистан окривљавали једни друге за сукоб. Гранични сукоб је настављен два дана, након чега су стране успеле да се договоре о прекиду ватре у ноћи 16. септембра 2022. године. Међутим, овај прекид ватре је убрзо прекинут.

## Позадина

### Историјски контекст
Територије које обухватају данашњи Киргистан и Таџикистан, које су некада биле део Кокандског каната, освојило је Руско царство у 19. веку. Совјетски Савез је 1920-их наметнуо разграничење у два региона што је резултирало енклавама. Обе земље су постале независне 1991. године када се Совјетски Савез распао . Обе земље су такође чланице Шангајске организације за сарадњу (ШОС) и Организације уговора о колективној безбедности (ОДКБ), те су теоретски повезане једна са другом.

### Претходни сукоби
Погранични сукоб између Киргистана и Таџикистана почео је 28. априла 2021. Догађаји око избијања сукоба су спорни, али су наводно сукоби почели због старог спора око воде између две земље. Неки извори наводе да је непосредан разлог за сукоб било незадовољство локалног становништва постављањем надзорних камера у близини границе између Киргизије и Таџикистана. Најмање 55 људи је убијено у тим догађајима, а више од 40.000 цивила је расељено.
Обе земље су 3. маја 2021. завршиле повлачење трупа са границе, а 18. маја 2021. званичници обе земље објавили су да су пристали на заједничке безбедносне контроле дуж спорне границе.
Осим инцидента мањег обима 9. јула 2021., прекид ватре је трајао до 2022. године.

## Ток сукоба

### Спорадични сукоби
Дана 27. јануара 2022. године, сукоби су резултирали смрћу два цивила и рањавањем још неколико. Државни комитет за националну безбедност Таџикистана навео је у саопштењу да је десет његових држављана повређено, од којих су шесторо војници, док су преостала четворица цивили. С друге стране, Министарство здравља Киргистана саопштило је да се најмање 11 његових грађана лечи од умерено тешких повреда. Власти Киргизије су саопштиле да је узрок сукоба блокирање пута између покрајинског града Баткен и киргистанског села Исфана од стране држављана Таџикистана.
Дана 10. марта, у оружаном инциденту између граничара на граници између Киргизије и Таџикистана, у области Тескеј, округ Баткен, убијен је припадник таџикистанске граничне страже. Након инцидента, званичници региона Баткен у Киргистану и региона Сугхд у Таџикистану одржали су разговоре.
Према таџикистанским изворима, гранични сукоб се догодио 3. јуна након што су киргистански војници прешли границу између Киргизије и Таџикистана близу Воруха. Две недеље касније, 14. јуна, један таџикистански граничар је убијен, а још троје повређено у сукобу са киргишким граничним трупама.

### Ескалација
Дана 14. септембра, један таџикистански граничар је убијен, а двојица су рањена током сукоба са киргистанским стражарима који су оптужили Таџикистан да заузима положаје у демаркираној области. Касније истог дана пријављено је да су два граничара убијена, а једанаест их је рањено, од којих су пет цивила.
Дана 16. септембра сукоб је ескалирао. Пријављена је употреба оклопних возила, као и бомбардовање аеродрома Баткен у граду Баткен, у Киргистану. Таџикистан је оптужио Киргистан да је тешким наоружањем гранатирао испоставу и седам пограничних села. Таџикистанске снаге су такође ушле у погранично село са Киргизом. Киргистан је пријавио најмање 31 повређену особу, док је један цивил погинуо, а три су повређена, према подацима таџикистанских снага у Исфари, а Киргистан је касније саопштио да су 24 особе погинуле, а 87 повређено.
Вишеструки прекиди ватре између све виших званичника су постигнути, али су више пута прекидани. Случајно, лидери обе земље присуствовали су текућем самиту Шангајске организације за сарадњу у Узбекистану, где су се састали и разговарали о сукобу. Парламент Киргистана одржао је хитан састанак због ситуације. Киргистан је евакуисао најмање 137.000 људи из зоне сукоба. Таџикистан тврди да је 15 његових цивила убијено у киргистанском нападу дроном Баирактар ТБ2 на џамију. Киргистан је прогласио ванредно стање у региону Баткен.

## Међународне реакције
- Портпарол иранског министарства спољних послова Насер Канаани позвао је на резолуцију и понудио помоћ Ирана у посредовању.[24]
- Руски председник Владимир Путин позвао је лидере и Киргистана и Таџикистана, позивајући их да постигну мировни споразум.[25] Русија има војне базе у обе земље.[26]
- Генерални секретар Уједињених нација Антонио Гутереш позвао је на "дијалог за трајни прекид ватре" између бораца.[27]

## Анализа
Неки аналитичари су рекли да је војни учинак Русије у њеној инвазији на Украјину био „слаб“ и да је охрабрио њене савезнике да поново покрену замрзнути конфликт, јер Русија можда неће моћи да искористи војна сила као гарант безбедности.
The Diplomat је сукоб назвао актом агресије Таџикистана. У њему се наводи да би напад могао бити повезан са спекулацијама да председник Таџикистана Емомали Рахмон планира да преда свој положај свом сину Рустаму Емомалију, који је тренутно председник Националне скупштине Таџикистана. Такође је изнео теорију да би председник Рахмон можда желео да скрене пажњу домаће и међународне публике са протеста у области Горно-Бадахшана од стране Припамирских Таџица.